# François Goubert
Pour les articles homonymes, voir Goubert.
François Goubert, né le 4 octobre 1735 à Aubusson (Creuse), mort le 8 janvier 1815, est un homme d'Église et un homme politique français.

## Biographie
Il est le fils de Jean Goubert, fabricant de tapisseries, et de Marie Cartier. Docteur en théologie, il est prévôt d'Aubusson en 1762, puis devient curé à Bellegarde le 2 juin 1788 et official de Chénérailles.
Il est élu, le 21 mars 1789, député du clergé de la Creuse aux États généraux pour la sénéchaussée de la Haute-Marche. L'un des premiers députés de son ordre à rejoindre le tiers état dans l'Assemblée nationale constituante, il prête le serment exigé par la Constitution civile du clergé le 2 janvier 1791. Il abandonne ensuite la vie politique.

## Sources
- « François Goubert », dans Adolphe Robert et Gaston Cougny, Dictionnaire des parlementaires français, Edgar Bourloton, 1889-1891 [détail de l’édition] Dictionnaire des députés français de 1789 à 1889, tome 3, p. 211 à 220
- Bulletin de la Société archéologique et historique du Limousin, A. Bontemps, 1895, vol. 44, p. 508